# ワカタカ
ワカタカ（1929年3月17日 - 1945年3月10日）は日本の競走馬。1932年に第1回東京優駿大競走（日本ダービー）で優勝した。主戦騎手は函館孫作。

## 競走馬時代
ワカタカは1929年、千葉県の下総御料牧場で生まれた。産まれたときに付けられた名（幼名あるいは血統名）は「朝信」だった。父トウルヌソルは、イギリスクラシック三冠馬ゲインズボローを父に持つ下総御料牧場の種牡馬で、本馬はその初年度産駒にあたる。母の種信はイボアを父、ミラを祖母に持つサラブレッド系種の繁殖牝馬。馬主は中山競馬場の創設に尽力した乾鼎一で、調教を手掛けたのは中山競馬場の東原玉造である。
3歳になった1932年3月26日、函館孫作を鞍上に中山競馬場でデビューしたが、初戦は5着に敗れた。3週間後に東京競馬場で行われた新呼戦では、道悪のなかで2着に10馬身差をつけて圧勝した。この後、この年から新設された第1回東京優駿大競走に出走した。
この東京優駿大競走は、現在の東京優駿（日本ダービー）に連なる競走である。1932年に目黒にあった東京競馬場で第1回が行われた。1着賞金は当時としては破格の1万円（付加賞1万3530円）で、右回り、別定重量戦であったように現在とは条件がやや異なっている。NHKラジオによって全国中継放送が行われた。出走馬は19頭立てで、その中でも前走10馬身差で圧勝していたワカタカは1.95倍の断然の1番人気に推されていた。ワカタカはこの人気に応え、オオツカヤマに4馬身差をつけて逃げ切り勝ちを収め、「初代日本ダービー馬」となった。
このとき、騎手の函館は東原が騎乗について細かい指示をするのに対し「ごちゃごちゃ言うな。お前とオレとじゃ腕が違う。今日のレースはオレにまかせとけ」と言い放ち、意表を突いた逃げ切り勝ちを収めたと、函館の弟子だった鈴木勝太郎は述懐している。
ワカタカは東京優駿大競走以後も活躍し、帝室御賞典（東京）、横浜特別などの大競走に優勝している。現役最後の三戦となったトーナメントレースでは、71 - 73キロの斤量を背負い、3日間で2勝2着1回の貫禄を見せた。

## 引退後
引退後は日高種馬牧場で国有種牡馬として繋養されたが、サラブレッド系種であったことも災いし成功することはできなかった。肌馬のほとんどが軍馬などの中間種で、その代表産駒はアラブ競走で走っていたという。1943年に廃用、その後静内農学校（現在の北海道静内高等学校）で乗用馬として供用され、1945年に慢性肺気腫により死亡した。死亡後、ワカタカの亡骸は静内農学校の用地内の獣魂碑下に埋葬されている。
ワカタカの出走シーンは2012年の日本中央競馬会「近代競馬150周年テレビCM〜「次の夢へ」〜」（30秒版・60秒版）に使用されている。

## 年度別競走成績
- 1932年（11戦7勝）[1]
  - 東京優駿大競走、帝室御賞典、横浜特別
- 1933年（10戦5勝）[1]

## 競走成績
以下の内容は、『日本ダービー50年史』 、今井1987に基づく。
| 年月日 | 年月日 | 年月日 | 競馬場 | 競走名             | オッズ      | 着順 | 距離（馬場）        | 頭 数 | タイム    | 着差    | 騎手     | 斤量 [kg] | 勝馬/（2着馬）     |
| ------ | ------ | ------ | ------ | ------------------ | ----------- | ---- | ------------------- | ----- | --------- | ------- | -------- | --------- | ------------------ |
| 1932   | 3.     | 26     | 中山   | 新呼               | 不明（1人） | 5着  | 芝1800m（良）       | 11    | 不明      | -       | 函館孫作 | 55        | サンダークラツプ   |
|        | 4.     | 16     | 東京   | 新呼               | 不明（1人） | 1着  | 芝2000m（稍不）     | 11    | 2:11 0/5  | 10身    | 函館孫作 | 56        | （ハクセツ）       |
|        | 4.     | 24     | 東京   | 東京優駿大競走     | 1.95（1人） | 1着  | 芝2400m（不）       | 19    | 2:45 2/5  | 4身     | 函館孫作 | 56        | （オオツカヤマ）   |
|        | 10.    | 1      | 日本   | オールカマーハンデ | 不明（1人） | 3着  | 芝2000m（稍不）     | 8     | 2:11 2/5  | アタマ  | 函館孫作 | 61        | ヤマヤス           |
|        | 10.    | 3      | 日本   | 呼馬               | 不明（2人） | 1着  | 芝2000m（良後稍不） | 4     | 2:09 1/5  | 8身     | 函館孫作 | 60        | （オオツカヤマ）   |
|        | 10.    | 9      | 日本   | 横浜特別           | 不明（1人） | 1着  | 芝3200m（不）       | 5     | R3:29 1/5 | 8身     | 函館孫作 | 61        | （アサハ）         |
|        | 10.    | 23     | 東京   | 帝室御賞典         | 不明（1人） | 1着  | 芝2000m（良）       | 5     | 2:07 2/5  | 2 1/2身 | 函館孫作 | 56.5      | （アスコツト）     |
|        | 10.    | 30     | 東京   | 農林省賞典競走     | 不明（1人） | 1着  | 芝3200m（良）       | 5     | R3:26 2/5 | 2身     | 函館孫作 | 56        | （ハクセツ）       |
|        | 11.    | 26     | 中山   | 古呼馬特殊ハンデ   | 不明（1人） | 1着  | 芝2000m（良）       | 8     | R2:07 2/5 | クビ    | 函館孫作 | 61        | （アスコツト）     |
|        | 11.    | 27     | 中山   | 中山四歳特別       | 不明（1人） | 2着  | 芝2400m（不）       | 6     | 2:39 3/5  | クビ    | 函館孫作 | 65        | ハクコウ           |
|        | 12.    | 4      | 中山   | 優勝               | 不明（1人） | 3着  | 芝2600m（良）       | 8     | 不明      | 6身     | 函館孫作 | 63        | ゼンソ             |
| 1933   | 10.    | 7      | 日本   | 呼馬               | 不明（2人） | 1着  | 芝1800m（良）       | 8     | 1:55 1/5  | 3 1/2身 | 函館孫作 | 68        | （キングドウザー） |
|        | 10.    | 22     | 日本   | 優勝               | 不明（2人） | 2着  | 芝2400m（稍不）     | 5     | 不明      | 6身     | 函館孫作 | 66        | ハクコウ           |
|        | 10.    | 28     | 中山   | 古呼馬特殊ハンデ   | 不明（5人） | 12着 | 芝2000m（良）       | 12    | 不明      | 大差    | 函館孫作 | 65        | ハクセツ           |
|        | 11.    | 3      | 中山   | 呼馬ハンデ         | 不明（1人） | 1着  | 芝1800m（稍不）     | 11    | 1:56 3/5  | 4身     | 函館孫作 | 66        | （イワウメ）       |
|        | 11.    | 5      | 中山   | 中山秋季五歳特別   | 不明（2人） | 2着  | 芝3200m（良）       | 4     | 不明      | 2 1/2身 | 函館孫作 | 62        | ハクコウ           |
|        | 11.    | 11     | 中山   | 優勝               | 不明（2人） | 1着  | 芝2600m（不）       | 8     | 2.55 0/5  | 2 1/2身 | 函館孫作 | 68        | （ハツピーランド） |
|        | 11.    | 25     | 東京   | 五歳特別           | 不明（1人） | 2着  | 芝2400m（良）       | 11    | 不明      | 1 1/2身 | 函館孫作 | 68        | ハクセツ           |
|        | 12.    | 1      | 東京   | 新古ハンデ         | 不明（1人） | 2着  | 芝1800m（不）       | 11    | 不明      | 1/2身   | 函館孫作 | 71        | イサハヤ           |
|        | 12.    | 2      | 東京   | 新古               | 不明（1人） | 1着  | 芝1800m（不）       | 6     | 2.03 1/5  | 2身     | 函館孫作 | 73        | （アートフル）     |
|        | 12.    | 3      | 東京   | 優勝               | 不明（2人） | 1着  | 芝2600m（稍不）     | 8     | 2.55 0/5  | 5身     | 函館孫作 | 71        | （キクノハナ）     |

- タイム欄のRはレコード勝ちを示す。

## 評価
- 20世紀の名馬大投票 - 第118位[12]

## 血統表
| ワカタカの血統                         | ワカタカの血統                                       | ワカタカの血統                                       | （血統表の出典）                                     | （血統表の出典）      |
| 父系                                   | ゲインズバラ系                                       | ゲインズバラ系                                       | ゲインズバラ系                                       |                       |
| 父 *トウルヌソル Tournesol 1922年 鹿毛 | 父の父Gainsborough 1915 鹿毛                         | Bayardo                                              | Bay Ronald                                           | Bay Ronald            |
| 父 *トウルヌソル Tournesol 1922年 鹿毛 | 父の父Gainsborough 1915 鹿毛                         | Bayardo                                              | Galicia                                              |                       |
| 父 *トウルヌソル Tournesol 1922年 鹿毛 | 父の父Gainsborough 1915 鹿毛                         | Rosedrop                                             | St.Frusquin                                          | St.Frusquin           |
| 父 *トウルヌソル Tournesol 1922年 鹿毛 | 父の父Gainsborough 1915 鹿毛                         | Rosedrop                                             | Rosaline                                             |                       |
| 父 *トウルヌソル Tournesol 1922年 鹿毛 | 父の母Soliste 1910年                                 | Prince William                                       | Bill of Portland                                     | Bill of Portland      |
| 父 *トウルヌソル Tournesol 1922年 鹿毛 | 父の母Soliste 1910年                                 | Prince William                                       | La Vierge                                            |                       |
| 父 *トウルヌソル Tournesol 1922年 鹿毛 | 父の母Soliste 1910年                                 | Sees                                                 | Chesterfield                                         | Chesterfield          |
| 父 *トウルヌソル Tournesol 1922年 鹿毛 | 父の母Soliste 1910年                                 | Sees                                                 | La Goulue                                            |                       |
| 母 種信 1918年 （サラ系）              | 母の父*イボア Ebor 1905年 黒鹿毛                     | Hackler                                              | Petrarch                                             | Petrarch              |
| 母 種信 1918年 （サラ系）              | 母の父*イボア Ebor 1905年 黒鹿毛                     | Hackler                                              | Hackness                                             |                       |
| 母 種信 1918年 （サラ系）              | 母の父*イボア Ebor 1905年 黒鹿毛                     | Lord Gough                                           | Lady Gough                                           | Lady Gough            |
| 母 種信 1918年 （サラ系）              | 母の父*イボア Ebor 1905年 黒鹿毛                     | Lord Gough                                           | Clar Case                                            |                       |
| 母 種信 1918年 （サラ系）              | 母の母第二ミラ 1911年 （サラ系）                     | 第二スプーネー（サラ系）                             | *スプーネー（サラ系）                                | *スプーネー（サラ系） |
| 母 種信 1918年 （サラ系）              | 母の母第二ミラ 1911年 （サラ系）                     | 第二スプーネー（サラ系）                             | 第三ウォールダンスベリー                             |                       |
| 母 種信 1918年 （サラ系）              | 母の母第二ミラ 1911年 （サラ系）                     | *ミラ（サラ系）                                      | 不明                                                 | 不明                  |
| 母 種信 1918年 （サラ系）              | 母の母第二ミラ 1911年 （サラ系）                     | *ミラ（サラ系）                                      | 不明                                                 |                       |
| 5代内の近親交配                        | Hampton5×5=6.25%（父内）、St. Simon5×5=6.25%（父内） | Hampton5×5=6.25%（父内）、St. Simon5×5=6.25%（父内） | Hampton5×5=6.25%（父内）、St. Simon5×5=6.25%（父内） | [ § 2 ]               |
| 出典                                   | 1. 2.                                                | 1. 2.                                                | 1. 2.                                                | 1. 2.                 |

- 半兄にハツピーチヤペル（帝室御賞典〈東京〉）がいる[15]。